# Каменский сельсовет (Красноярский край)
Каменский сельсовет - сельское поселение в Манском районе Красноярского края.
Административный центр - село Нижняя Есауловка.

## Население
| 2010 | 2012  | 2013  | 2014  | 2015  | 2016  | 2017  |
| ---- | ----- | ----- | ----- | ----- | ----- | ----- |
| 1421 | ↗1431 | ↘1424 | ↘1422 | ↘1401 | →1401 | ↘1387 |

## Состав сельского поселения
В состав сельского поселения входят 6 населённых пунктов:
| № | Населённый пункт | Тип населённого пункта       | Население |
| - | ---------------- | ---------------------------- | --------- |
| 1 | Малая Камарчага  | деревня                      | 155       |
| 2 | Нижняя Есауловка | село, административный центр | 690       |
| 3 | Сергеевка        | деревня                      | 81        |
| 4 | Тертеж           | село                         | 485       |
| 5 | Тингино          | деревня                      | 10        |
| 6 | Ягодный          | посёлок                      | 0         |

## Местное самоуправление
Каменский сельский Совет депутатов
Дата избрания: 14.03.2010. Срок полномочий: 4 года. Количество депутатов:  10
Глава муниципального образования
- Томашевский Фёдор Константинович . Дата избрания: 03.06.2020. Срок полномочий: 5 лет